# Ab Wolders
Ab Wolders (ur. 10 czerwca 1951) – holenderski trójboista siłowy i strongman.
Jeden z najlepszych holenderskich strongmanów w historii tego sportu. Najsilniejszy Człowiek Holandii w 1984 r. Mistrz Europy Strongman w roku 1987. Wicemistrz Świata Strongman w latach 1984 i 1989.
Wymiary:
- wzrost 183 cm
- waga 126 kg
- biceps 51 cm
- klatka piersiowa 130 cm

## Osiągnięcia strongman
- 1984
  - 1. miejsce – Mistrzostwa Holandii Strongman
  - 2. miejsce – Mistrzostwa Europy Strongman 1984
  - 2. miejsce – Mistrzostwa Świata Strongman 1984
- 1986
  - 3. miejsce – Mistrzostwa Świata Strongman 1986
- 1987
  - 1. miejsce – Mistrzostwa Europy Strongman 1987
- 1988
  - 5. miejsce – Mistrzostwa Europy Strongman 1988
  - 4. miejsce – Mistrzostwa Świata Strongman 1988
- 1989
  - 3. miejsce – Mistrzostwa World Muscle Power
  - 2. miejsce – Mistrzostwa Holandii Strongman
  - 5. miejsce – Mistrzostwa Europy Strongman 1989
  - 2. miejsce – Mistrzostwa Świata Strongman 1989
  - 6. miejsce – Mistrzostwa Europy Strongman 1990